# 自動化測試框架
软件测试的自動化測試框架（automated test framework）是软件以及測試資料的集合，其組成是為了要在不同的條件下執行程式單元，以進行測試，確認其行為和輸出。自動化測試框架有兩個主要元件：測試執行引擎以及測試腳本存储库。
自動化測試框架讓測試可以自動化進行。自動化測試框架可以依指定的參數呼叫函數，顯示結果，比較和理想值的差異。自動化測試框架是要開發軟體的钩子，可以用自动化测试來測試。
自動化測試框架需要可以執行特定的測試、編排運行時環境，並且有能力可以分析結果。
自動化測試框架一般會有以下幾個目的：
- 自動執行測試程序。
- 執行由測試用例組成的測試套件。
- 產生相關的測試報告。

這些目的也可以用單元測試框架工具、或測試驅動程式來實現。
自動化測試框架也可以提供以下的功能：
- 因為測試流程的自動化，增加生產力。
- 增加進行回归测试的可能性。
- 提昇軟體模組及應用程式的品質。
- 後續測試運行的可重複性。
- 關燈測試（例如在夜間，辦公室沒有員工時進行測試）
- 處理一些用其他方式不容易模擬的條件或用例（例如負載）

## 延伸閱讀
- Pekka Abrahamsson, Michele Marchesi, Frank Maurer, Agile Processes in Software Engineering and Extreme Programming, Springer, 1 January 2009